# Аист (велосипед)

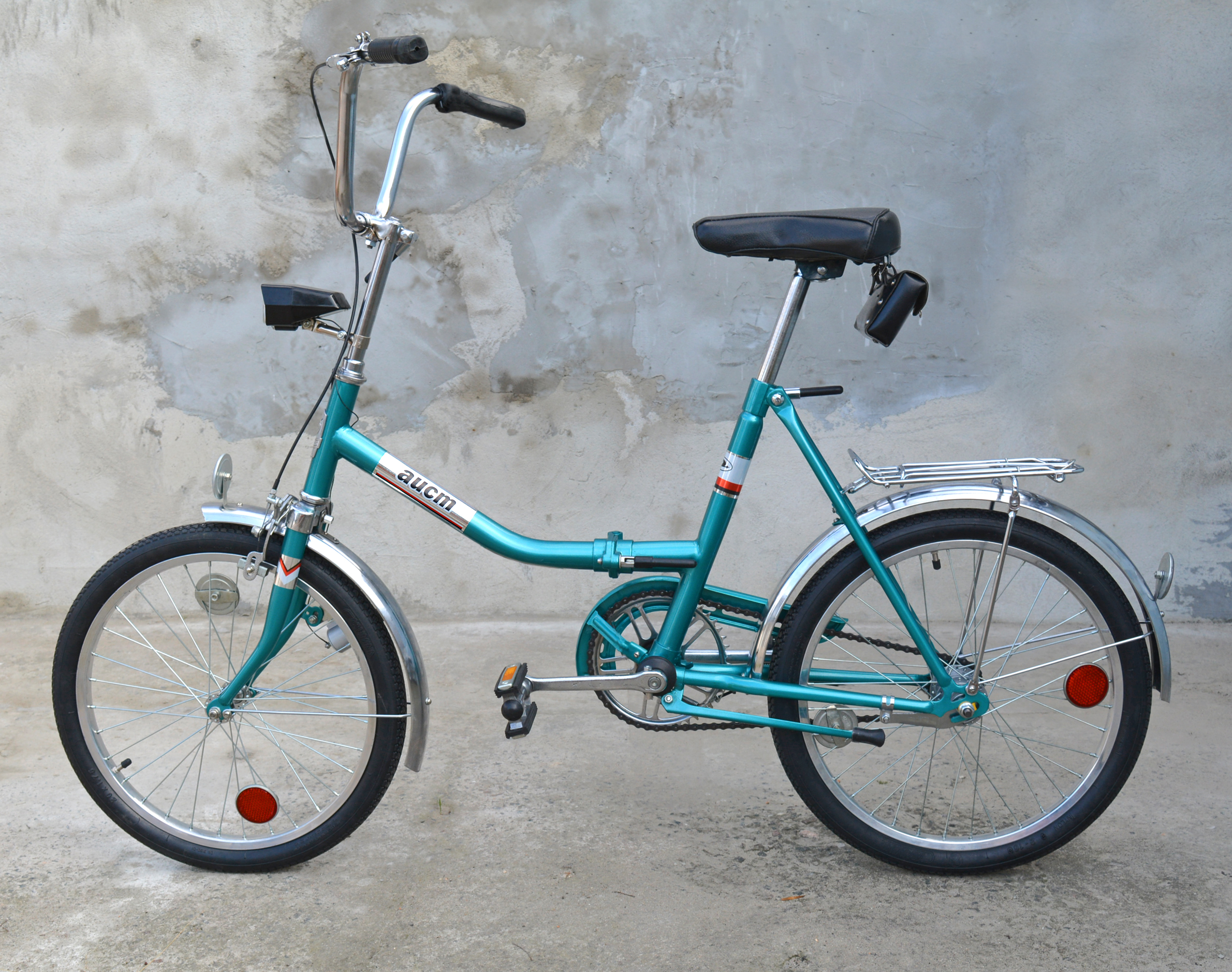
Складной велосипед «Аист» модель 113—321, 1989 г.

«Аист» — марка велосипедов, выпускавшихся в СССР на Минском мотоциклетно-велосипедном заводе. Обладали простотой конструкции, легкостью в ремонте и обслуживании. Продолжают производиться на белорусском заводе «Мотовело» под торговой маркой «AIST».

## История
Во второй половине 1980-х годов, велосипеды ММВЗ вместо «Минск» начали называться «Аист». Первые модели получившие собственное название «Аист» были дорожный велосипед 111—331 (1986 г.), и со складной рамой 113—321 (1987 г.).
1986 — Первой моделью получившей собственное название «Аист» стал дорожный велосипед 111—331, и годом позже модель 113—321 со складной рамой (выпускавшаяся с 1984 года). При этом до 1987 года параллельно производились и модели под названиями «Минск» и «Минск-Люкс».
1992 — Начало производства первого минского спортивно-игрового велосипеда BMX.
2000 — Появление на рынке детских велосипедов AIST на колесах 16".
2008 — Новая серия велосипедов AIST: 35 моделей, итальянский дизайн.
2008 — Марка AIST становится официальным партнером Белорусской федерации велосипедного спорта.
2008 — На Олимпийских играх в Пекине на трековом велосипеде AIST выступила восьмикратная чемпионка мира Наталья Цилинская.
2012 — Первая поставка трековых велосипедов AIST в Федерацию велоспорта России.
2012 — На велосипедах AIST белорусские спортсменки установили олимпийский рекорд и 2 национальных рекорда на велотреке на Олимпиаде в Лондоне.

## Чемпионат мира 2013 по велоспорту
Бренд AIST — официальный партнер чемпионата мира 2013 года по велосипедному спорту на треке в Минске. На велосипедах AIST выступили ведущие велогонщицы сборной Белоруссии, а также велоспортсмены из Индии.

## Модельный ряд
Модельный ряд представлен различными видами велосипедов: дорожные, шоссейные, городские, горные, складные и детские.
Производственный процесс современных велосипедов марки Aist на Минском мотоциклетно-велосипедном заводе, фактически, ограничивается сборкой из компонентов от сторонних поставщиков (рамы от различных китайских производителей, а остальные компоненты и оборудование широко известных брендов: Shimano, Neco, Promax, Vader, Kenda).